# Роберт Еббот Гадфілд
Ро́берт Е́ббот Га́дфілд (Га́дфільд) (англ. Robert Abbott Hadfield; 28 листопада 1858, Шеффілд — 30 вересня 1940, Кінгстон Гілл, Суррей) — британський (англійський) металург, розробник низки нових марок сталей, зокрема марганцевистих; член Лондонського королівського товариства з 1909 року, іноземний почесний член АН СРСР з 1933 року.

## Біографічні дані
Батько Роберта Еббота Гадфілда, Роберт Гадфілд старший, засновник Сталеливарного заводу Гадфілда у Шеффілді одним з перших почав виробництво сталевого литва. Після закінчення Шеффілдського коледжу за спеціальністю «хімія», працював лаборантом, згодом помічником свого батька.
У віці 24 років став виконувачем обов'язків очільника сімейної фірми, а після смерті батька у 1888-му — головою правління і директором-розпорядником підприємства. Він зробив підприємство одним з найбільших ливарних заводів у світі. Залишався на своєму посту до кінця свого життя.
У 1908 році він був посвячений у лицарі, а у 1917 році став баронетом графства Вест-Райдінг-оф-Йоркшир.
У 1909 році Роберта Гадфілда було обрано членом Лондонського королівського товариства, у 1912 став він членом Шведської королівської академії наук. У 1928-му став іноземним членом Національної академії наук США, а у 1933 — іноземним почесним членом Академії наук СРСР (1933).
Він був кавалером ордена Почесного легіону (Франція), був нагороджений медалями Елліота Крессона (Інститут Франкліна) і Джона Фріца (Американська асоціація інженерних товариств), мав почесні наукові ступені університетів Шеффілду, Лідсу і Оксфорду.
Помер Роберт Гадфілд у графстві Суррей (Лондон) 30 вересня 1940 року.

## Наукові досягнення
У 1882 Гадфільд виявив, що після спеціальної термообробки сталь з високим (близько 13 %) вмістом марганцю отримує таку цінну властивість, як зносостійкість, і може використовуватись для виготовлення рейкового полотна та деталей гірничих машин. У 1883 році він отримав англійський патент (патент № 200) на цю сталь, а у 1884 — два патенти США (патенти № US303150 і US303151). Сталь отримала назву «сталь Гадфільда» (вітчизняне маркування сталі 110Г13Л). Завдяки підвищеній зносостійкості і міцності ця сталь у великих обсягах виробляється і надалі й використовується для виготовлення траків гусеничних машин, осердь хрестовин залізничних стрілочних переводів, щок механічних дробарок тощо.
Приблизно в цей же час він зайнявся дослідженням кременистої сталі, яка, втім, знайшла промислове застосування лише через 20 років. У 1886 році він запатентував склад кременистої сталі, що знайшла згодом широке застосування в електротехнічній промисловості.
Роберт Гадфілд опублікував за результатами своїх досліджень в галузі металургії понад 160 наукових статей. Він був автором безлічі коментарів, виступів і листів, які ніколи не публікувались.